# Rewolwer Typ 26
Rewolwer Typ 26 (Meiji 26-Shiki) – japoński rewolwer kalibru 9 mm zaprojektowany w 1893. Oznaczenie „26” pokazuje, że został zaprojektowany w 26 roku okresu Meiji. Produkowany do 1920 w arsenale Koishikawa w Tokio był używany jeszcze w czasie II wojny światowej. Wyprodukowano 59 200 szt.

## Historia
Po objęciu w 1868 władzy cesarz Mutsuhito rozpoczął reformy mające przekształcić zacofane państwo w regionalną potęgę. Reforma objęła także siły zbrojne które otrzymały nowoczesne uzbrojenie. Długa broń strzelecka była produkcji krajowej (karabiny jednostrzałowe Murata Typ 13 i Typ 18 oraz powtarzalne Murata Typ 22), broń krótką (rewolwery Smith & Wesson Model 3 i Smith & Wesson New Model Number 3) importowano. Po zakupie około 16 tysięcy rewolwerów S&W zdecydowano się na opracowanie rewolweru w kraju i uniezależnienie się w ten sposób od importu.
Prace nad nowym rewolwerem prowadzono od 1887 w Tokio Hohei Zoheisho (Tokijskim Arsenale Artylerii). Rewolwer miał zamknięty, łamany w przód szkielet wzorowany na szkielecie rewolweru S&W Model 3, wyposażony w boczna pokrywkę kryjącą mechanizm spustowy (rozwiązanie zbliżone do zastosowanego w rewolwerze MAS Mle 1892) i uproszczony mechanizm spustowy systemu Schmidta-Galanda który pozwalał na prowadzenie ognia wyłącznie z samonapinaniem (DAO). Rezygnację z mechanizmu spustowego SA/DA uzasadniano przeznaczeniem broni dla kawalerzystów (którzy mogli mieć problemy z napinaniem kurka osobnym ruchem), ale możliwe że uproszczenie miało na celu ominięcie zastrzeżeń patentowych. Iglica znajdowała się na główce kurka. Typ 26 miał bęben sześcionabojowy. Lufa długości 120 mm, posiadała cztery bruzdy prawoskrętne. Rewolwer zasilany był nabojem 9 × 22 mm R. Amunicja początkowo była elaborowana prochem czarnym, po 1900 zastąpionym bezdymnym.
29 marca 1894 rewolwer został oficjalnie przyjęty do uzbrojenia. Ponieważ był to 26 rok ery Meiji otrzymał oznaczenie Nijyurokunen Shiki (typ z 26 roku). Później był nazywany również Kaiten Kenju Meiji i Nenshiki Kenju.
Produkcję rewolweru Typ 26 uruchomiono w Tokijskim Arsenale Artylerii i Arsenale Koishikawa. Kilkaset powstało także w latach 1933–1935 w Arsenale w Kokura. Pierwsze seryjne pistolety trafiły w ręce żołnierzy w 1893, jeszcze przed oficjalnym przyjęciem do uzbrojenia i zostały użyte podczas wojny chińsko-japońskiej toczonej w latach 1894–1895. Następnym konfliktem, w czasie którego zostały użyte, była wojna rosyjsko-japońska (1904–1905).
Rewolwery Typ 26 były przydzielane głównie podoficerom, rzadziej żołnierzom funkcyjnym i załogom pojazdów pancernych. Używany był także przez japońską żandarmerię. Po 1925 pewna liczba tych rewolwerów została sprzedana przez armię na rynku cywilnym. Rewolwery te trafiły wtedy do uzbrojenia japońskiej policji.
Nasycenie Cesarskiej Armii Japońskiej bronią krótka było niewielkie, dlatego w 1920 zakończono produkcję Typ 26 w Arsenale Koishikawa. Po przyjęciu w 1925 do uzbrojenia armii japońskiej pistoletu samopowtarzalnego Nambu Typ 14 zaczęto wygaszać produkcję także w Arsenale Tokijskim. Pomimo przygotowań do zakończenia produkcji udało się w latach 30. XX wieku sprzedać 4700 nowych rewolwerów Typ 26 armii Tajlandii. Na bazie rewolweru Typ 26 opracowano także pistolet sygnałowy Taishō Typ 10. Ostatecznie produkcję rewolwerów Typ 26 w Arsenale Tokijskim zakończono w 1935. Po zakończeniu produkcji w Arsenale Nagoya rozpoczęto tam naprawy uszkodzonych egzemplarzy tej broni.
W czasie II wojny światowej rewolwer Typ 26 znajdował się na uzbrojeniu armii japońskiej, tajskiej oraz podporządkowanej Japończykom chińskiej Armii Nankińskiej dowodzonej przez Wang Jingweia. W tym czasie była to już broń przestarzała, strzelająca amunicją której pociski miały energię wylotową o ponad 30% niższą od powszechnie używanej amunicji pistoletowej.